# Подхрадје (Топољчани)
Подхрадје (слч. Podhradie) насељено је мјесто са административним статусом сеоске општине (слч. obec) у округу Топољчани, у Њитранском крају, Словачка Република.

## Становништво
| Година:    | 1994. | 2004.    | 2014.   | 2024.   |
| ---------- | ----- | -------- | ------- | ------- |
| Број људи: | 260   | 311      | 292     | 285     |
| Разлика:   |       | +19,61 % | -6,10 % | -2,39 % |

| Година:    | 2023. | 2024.   |
| ---------- | ----- | ------- |
| Број људи: | 284   | 285     |
| Разлика:   |       | +0,35 % |

Према подацима о броју становника из 2011. године насеље је имало 302 становника.